# ジハード (キメラ)
ジハードは、緒方てい作『キメラ』の世界におけるキマイラ側の聖戦思想である。

## 作中におけるジハード
人間でありながらキマイラの戦士たちの長である騎士・サイファーが宣言した人間撲滅の戦い。この戦いの後はキマイラのみが地上に生き残ることになるとされていた。
キマイラは遺伝子操作によって人間を改造した新人類であり、高い戦闘能力と破壊衝動を植えつけられている。そのため生物兵器として人間に使役された。カオス戦争の後にキマイラの反乱を恐れた人間側の軍隊によりほとんどが抹殺されたが、少数が生き残った。
ジハードの参加者たちはサイファー以外いずれもキマイラで、人間によって家族を殺されたり性奴隷にされるなど人間のエゴによって何らかの甚大な被害を受けて来たものが多い。サイファー自身も人間でありながら人間の醜さに対し絶望し、彼の元に集まってきたキマイラを率いて人間を撲滅し世界を清浄ならしめるための聖戦・ジハードを開始する事になった。
しかし最終的に都市フォルシオンの攻防戦においてジハード戦士たちはサイファーも含めて主人公リンとその仲間に敗北、ジハードは達成されなかった。

## 現実世界との対応

### 現実におけるジハード
作品世界におけるジハードは名前から見て取れるようにイスラームのジハードに由来する。無論作者はこの概念を借用するに当たり決してイスラームにおける意味を単純に移植したわけではないが、元ネタとして以下その概略を示す。
イスラームにおけるジハードは、個人の内面における不義との戦いを意味する「内へのジハード」と外部の敵に対する戦いを意味する「外へのジハード」があるが、本作品における「ジハード」の元ネタとなったのは「外へのジハード」である。
「外へのジハード」はイスラーム世界を防衛する戦争と異教徒への侵略戦争に大別されるが、この区別はムスリムの主観にも依存するため明確なものではない。近年特異な宗教的理想を掲げ、それに反する存在を暴力で排除しようとするイスラーム原理主義武装組織もこの思想を自らの行動規範としている。
作中ではこのうちイスラーム固有の要素はほとんどの部分そぎ落とされており、単に「極端な理想に基づいて他者を暴力で抹殺する」という表象面が継承されているともいえる。

### キメラにおける人間側の宗教とキリスト教
日本のハイ・ファンタジー作品は歴史的に見て欧米からの影響が強く、作品世界に関してもキリスト教の影響を受けるようになった。少なからぬ作品において人間側の宗教はキリスト教（カトリック）をモチーフとしていることが多く、対立する勢力の思想は史実においてカトリックが「悪魔の道」として敵対してきた「異教」「異端」の要素が重ねあわされている。
この「異教」「異端」の範疇にはイスラームが入る事も多く、史実において両者の宗教戦争を正当化する論理ともなった。
キメラにおいても、人間側の宗教はキリスト教のカトリックをモチーフとしており、キマイラには「悪魔」のイメージが重ねあわされている。このため、キマイラ側の過激派が「ジハード」というイスラーム由来の観念を用いるのは結果として作品の表現効果を高める演出となっている。

## 参照
1. ↑  魔女狩りや異端審問など。魔術は悪魔に由来するものとされ、異端も悪魔にたぶらかされたものとされた
2. ↑  コルドバのエウロギウスは、イスラームの預言者・ムハンマドは「悪魔によって啓示を受けた」とし、イスラームと悪魔を結びつけた。『コルドバの殉教者たち－イスラム・スペインのキリスト教徒』K.B.ウルフ著、林邦夫訳、p132-133参照
3. ↑  作中では大司教、司教などという用語が使用されている。また聖職者には処女・童貞が求められるという描写や大司教マチルダの処女検査の描写も存在している
4. ↑  作中では人間はキマイラを「悪魔の種族」と呼んでいる